# فوتسي راسل
فوتسي راسل (FTSE Russell) هو الاسم التجاري لمجموعة بورصة لندن (LSEG) التابعة لمجموعة فوتسي الدولية المحدودة (FTSE International Limited) والمعروفة باسم «مجموعة فوتسي» (FTSE Group) وشركة فرانك راسل (Frank Russell Company). تشتهر بارزة بمؤشرها فوتسي 100، مؤشر راسيل 2000 وكذلك بمجموعة من المؤشرات الأخرى.
تم تقديم العلامة التجارية وقسم فوتسي راسل في عام 2015، والتي تدمج خدمات المؤشرات لسلسلة مؤشرات فوتسي وسلسلة مؤشر راسل. في نفس العام، باعت (LSEG) قسم إدارة الأصول بشركة فرانك راسل والمعروف باسم راسل للاستثمار (Russell Investments).

## المؤشرات
مؤشرات سوق الأسهم لمجموعة فوتسي
| - FTSE 350 Index - FTSE All-Share Index - FTSE SmallCap Index - FTSE4Good Index - FTSE AIM UK 50 Index - FTSE AIM 100 Index - FTSE AIM All-Share Index - FTSE MIB | - Russell Indexes - راسل 3000 - Russell 2500 Index - راسل 2000 - راسل 1000 - Russell Top 200 Index - Russell Top 50 Index - Russell Midcap Index - Russell Microcap Index - Russell Small Cap Completeness Index |

## روابط خارجية
- الموقع الرسمي